# Барнетт, Гилберт Томас
Гилберт Томас Барнетт (англ. Gilbert Thomas Burnett) — британский ботаник и зоолог.

## Биография
Барнетт был первым профессором ботаники в Королевском колледже Лондона с 1831 по 1835 годы. Он написал ряд работ по ботанике, такие как «Outlines of Botany» (1835) и «Illustrations of Useful Plants employed in the Arts and Medicine» (опубликована посмертно, проиллюстрирована его сестрой А. М. Барнетт), а также статьи по зоологии, например, «Illustrations of the Manupeda or apes and their allies» (1828).
Барнетт выделил два из трех подсемейств бромелиевых — Tillandsioideae и Bromelioideae, а также описал ряд видов семейства. Он был членом Лондонского Линнеевского общества.

## Почести
В честь Барнетта английский ботаник Джон Линдли назвал в 1840 году род орхидей Burnettia.